# گروهان نهم
گروهان نهم (روسی: 9 Рота) فیلمی در ژانر درام، اکشن و جنگی به کارگردانی فئودور بوندارچوک است که در سال ۲۰۰۵ منتشر شد.

## بازیگران
- فئودور بوندارچوک
- آرتور اسمولیانینوف
- میخائیل یفریمف
- الکسی چادوف
- الکسی سربریاکوف
- استانیسلاو گوواروخین